# Liste der Naturdenkmale in Haßloch
Die Liste der Naturdenkmale in Haßloch nennt die im Gemeindegebiet von Haßloch ausgewiesenen Naturdenkmale (Stand 4. März 2024).

## Naturdenkmale
| Nr.         | Bezeichnung             | Lage                                     | Beschreibung                           | Bild                                    |
| ----------- | ----------------------- | ---------------------------------------- | -------------------------------------- | --------------------------------------- |
| ND-7332-216 | 150-jährige Trauerweide | südlich des Ortes bei der Fronmühle Lage | Salix alba f. tristis, um 1820 gekeimt | Direkt Bild zu diesem Denkmal hochladen |